# Bible de Belém
La Bible de Belém ou Bíblia dos Jerónimos est un manuscrit enluminé  contenant le texte de la Vulgate commenté par Nicolas de Lyre. Il a été réalisé à Florence de 1494 à 1497 sur commande de Manuel Ier du Portugal auprès de l'enlumineur Attavante degli Attavanti. Il est actuellement conservé à l'Institut des archives nationales à Lisbonne.

## Historique
Cet ensemble de manuscrits est une commande du roi Manuel Ier de Portugal qui fait appel au marchand florentin Chimenti di Cipriano di Sernigi comme intermédiaire. Le contrat signé entre ce dernier et le chef enlumineur du manuscrit, Attavante degli Attavanti, en date du 23 avril 1494 a été conservé. Le marchand s'y engage à fournir à l'artiste les cahiers au fur et à mesure de leur écriture par les scribes qu'il a par ailleurs engagés. Le travail représente alors 4 à 5 volumes prévus à réaliser en 9 mois. 7 volumes sont prévus au total contenant le texte biblique commenté par Nicolas de Lyre ainsi qu'un manuscrit supplémentaire contenant les Sentences de Pierre Lombard. L'enlumineur doit pour sa part fournir un frontispice décoré pour chaque volume, orner les prologues, épitres et préfaces, des colonnes entre les textes, des décorations et lettrines au début de chaque livre et chaque chapitre. Attavante reçoit pour cela la somme de 25 ducats d'or par mois de travail et doit répartir la tâche entre différents miniaturistes. Des pénalités sont prévus en cas de manques de chaque partie. 
Plusieurs indications présentes dans les sept manuscrits permettent de vérifier la réalisation effective de la bible. Le premier volume voit son texte achevé en décembre 1495 par le copiste Sigismondo dei Sigimondi, le second en août 1495 par le copiste Alessandro Verrazano. Le volume 3 est achevé en 1496 et le 7e en juillet 1497. Le 8e tome, qui contient les sentences, est achevé dès 1494 et est signé Fra Jacobus Carmelitanus, qui pourrait être aussi le copiste du volume 5. Il contient les armes du commanditaire Manuel Ier, qui accède au trône du Portugal au cours de la réalisation de la commande, le 27 octobre 1495. Le manuscrit contient par ailleurs plusieurs représentation de moines de l'ordre de Saint-Jérôme, car il était sans doute destiné dès le départ à être donné au Monastère des Hiéronymites de Lisbonne. Ils ne sont pourtant donnés au monastère qu'en 1517 avant que le roi n'y soit inhumé en 1521.
Les manuscrits restent en possession du monastère jusqu'à l'arrivée des troupes françaises à Lisbonne en novembre 1807. Le général Jean-Andoche Junot s'en empare et les rapporte à Paris. En 1814, le gouvernement portugais réclame les manuscrits restés en possession de la veuve du général. Celle-ci réclame 150 000 livres pour leur restitution. Le gouvernement de Louis XVIII le récupère finalement pour la somme de 80 000 livres et le restitue au Portugal.

## Description

### Le texte
L'œuvre enluminée est composée de 8 manuscrits contenant le texte biblique en latin selon la traduction de saint Jérôme (La Vulgate), Ancien et Nouveau Testament, mais aussi son commentaire tout au long du texte par Nicolas de Lyre (Postilla litteralis super totam Bibliam) ainsi qu'un volume supplémentaire contenant le Livre des sentences de Pierre Lombard. 

### Codicologie
| Titre (cote)              | Date d'achèvement | Dimensions                  | Copiste ; miniaturiste en chef                                                      | Contenus | Frontispice |
| ------------------------- | ----------------- | --------------------------- | ----------------------------------------------------------------------------------- | --- | ----------- |
| Volume 1 (L67)            | décembre 1495     | 516 folios ; 40,8 × 28,3 cm | Sigismondo dei Sigimondi et Attavante degli Attavanti                               | Prologue de saint Jérôme, des commentaires de Nicolas de Lyre (Postillae) ; Pentateuque |             |
| Volume 2 (L68)            | août 1495         | 385 folios ; 40,9 × 38,3 cm | Alessandro da Verrazzano ; Attavante degli Attavanti                                | Livres historiques de Josué, Juges, Ruth, Samuel, Rois I, II, III et IV, Chroniques I & II, et les livres prophétiques de Malachie I et II |             |
| Volume 3 (L69)            | 1496              | 503 folios ; 40,1 × 27,8 cm | Nicolò Mangona (attrib.) ; Attavante degli Attavanti                                | Livre d'Esdras I, Néhémie, Esdras II, Tobias, Judith et Ester, |             |
| Volume 4 (L70)            | 1497              | 498 folio ; 40,7 × 27,3 cm  | Alessandro da Verrazzano (attrib.) ; Attavante degli Attavanti                      | Livre de la Sagesse, Proverbes, Ecclésiastes, Cantique des Cantiques, Ecclésiastique, et les livres des prophètes Esaï, Jérémie, Lamentations, Baruch |             |
| Volume 5 (L71)            | 1495              | 369 folio ; 40,2 × 27,2 cm  | Fra Jacobus Carmelitanus (attrib.) ; Attavante degli Attavanti                      | Livres d'Ezequiel et Daniel, et livres des prophètes mineurs Osée, Joël, Amos, Abdias, Jonas, Michée, Nahum, Habaquq, Sophonie, Aggée, Zacharie, Malachie, et les livres de Maccabée I et II |             |
| Volume 6 (L72)            | 1496              | 402 folio ; 40,8 × 27,5 cm  | Alessandro da Verrazzano (attrib.) ; Gherardo et Monte di Giovanni del Fora         | Quatre évangiles et la lettre de saint Paul aux Romains |             |
| Volume 7 (L73)            | 1497              | 389 folio ; 41 × 27,8 cm    | Nicolò Mangona (attrib.) ; Attavante degli Attavanti et Gherardo et Monte del Flora | Épître aux Corinthiens I & II, Épître aux Galates, Épître aux Éphésiens, Épître aux Philippiens, Épître aux Colossiens, Épîtres aux Thessaloniciens I et II, Épîtres à Timothée (I & II), Épître à Tite, Épître à Philémon, Épître aux Hébreux, Actes des Apôtres, Épître de Jacques, Épîtres de Pierre I & II, Épîtres de Jean I, II & III, Épître de Jude, L'Apocalypse |             |
| Livre des sentences (L66) | 1495              | 356 folios ; 34,7 × 24,5 cm | Fra Jacobus Carmelitanus ; Attavante degli Attavanti                                | Livre des sentences de Pierre Lombard |             |

### Les décorations
Chaque livre s'ouvre par un grand frontispice qui s'étend sur deux pages en vis-à-vis, avec une page titre à gauche et une grande miniature à droite suivie du début du texte en incipit. Ces deux pages sont encadrées par une riche décoration contenant des médaillons avec des personnages pas toujours identifiables. Les armes du commanditaire sont presque systématiquement représentées au centre de la marge inférieure. L'iconographie, assez répétitive, est directement en rapport avec les destinataires de l'ouvrage : elle représente le plus souvent saint Jérôme, patron de l'ordre monastique dans différentes situations : en prière devant un crucifix dans le désert (vol. 2), présentant sa traduction de la bible au pape (vol.6), ou alors dans sa bibliothèque seul ou avec des disciples, habillés comme les moines du monastère hiéronymite, avec son lion. 
Cependant, Attavante n'a pas réalisé toute la décoration. Deux collaborateurs ont pu être identifiés selon des critères stylistiques. Il s'agirait de Gherardo di Giovanni del Fora et, après le décès de ce dernier en 1497, de son frère Monte di Giovanni del Fora, qui seraient intervenus sur le volume 4 et surtout sur le volume 6, le premier étant l'auteur de la page de titre et le seconde de la miniature.

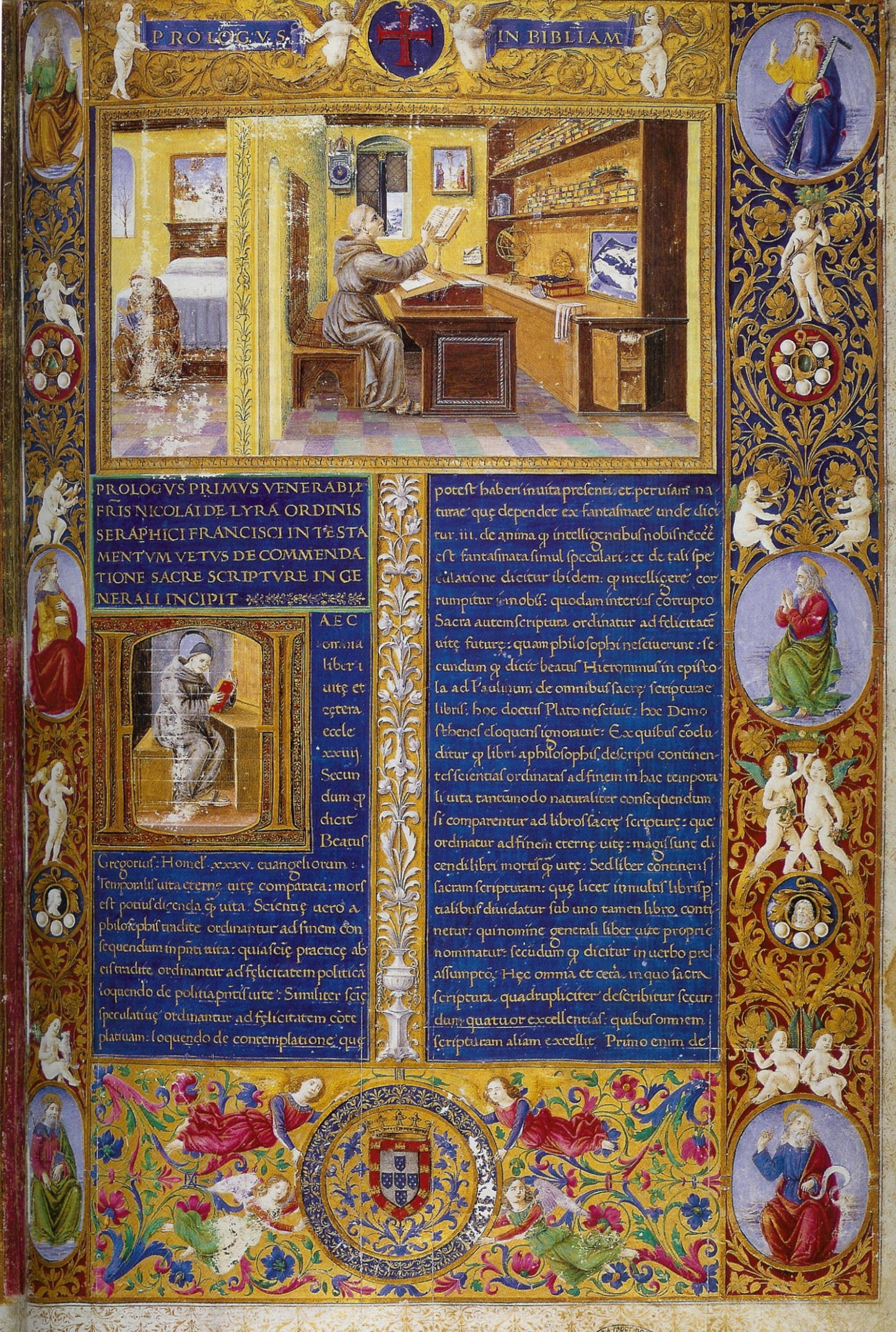
Incipit du Volume 1
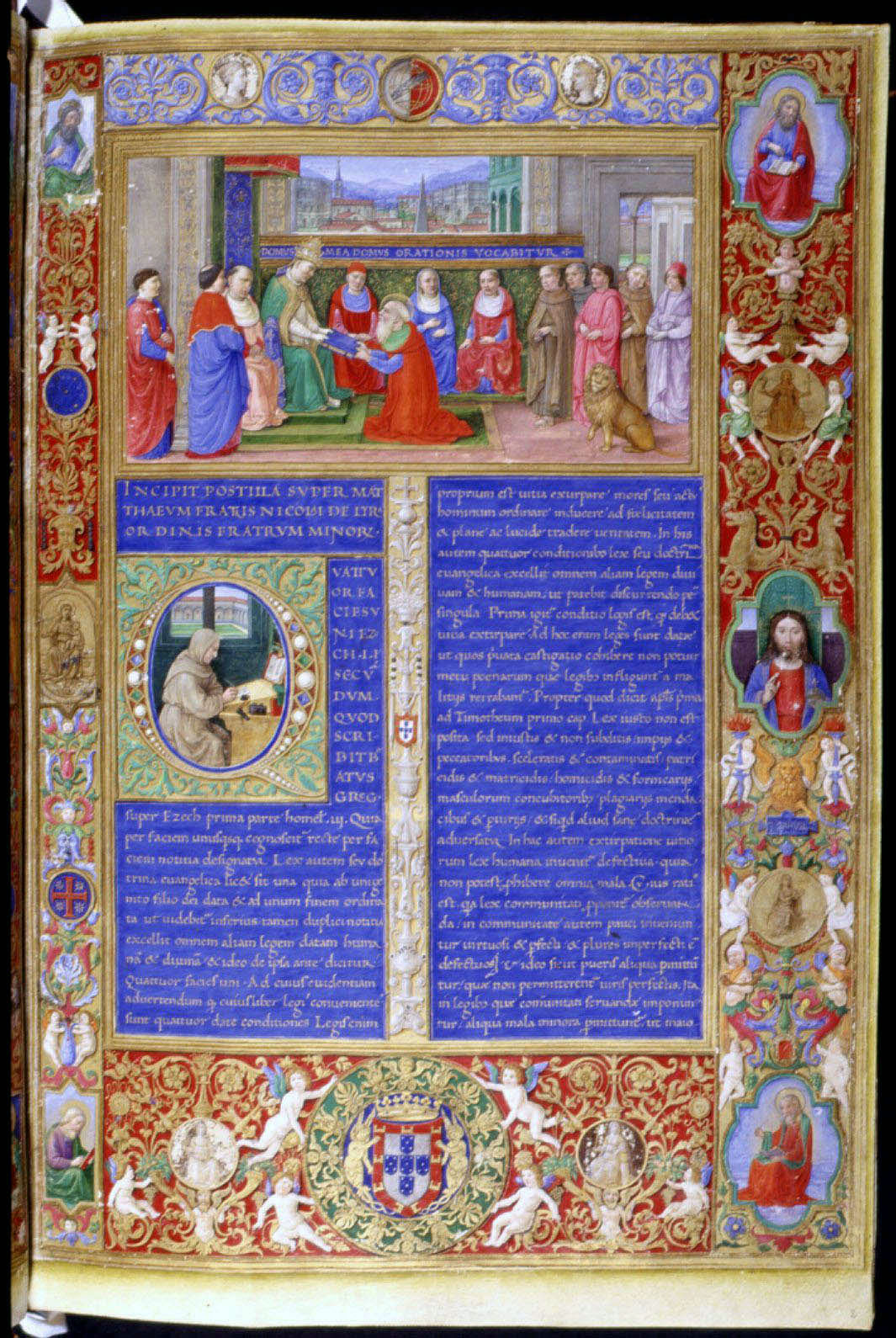
Incipit du volume 6
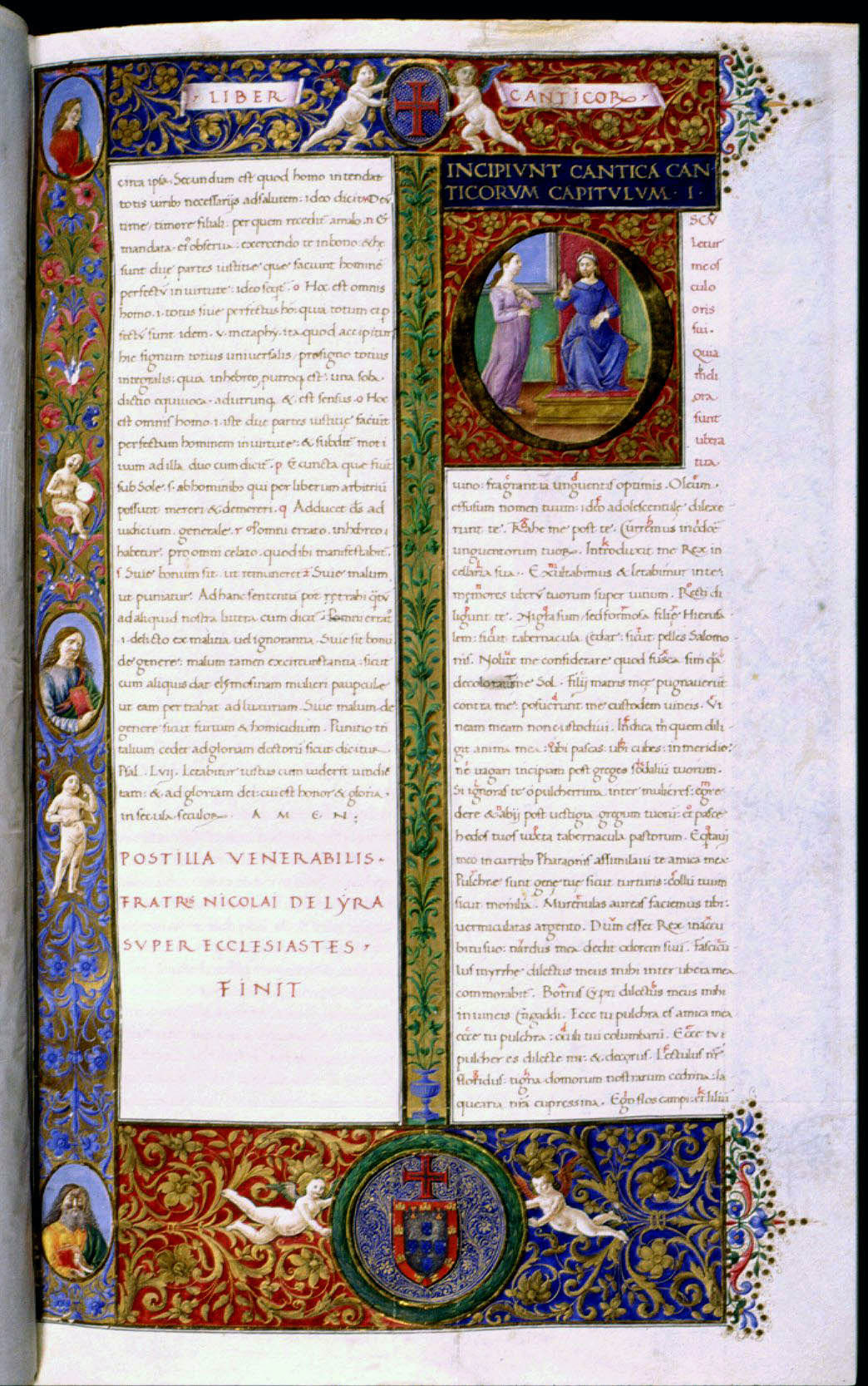
Début du cantique des cantiques, volume 4
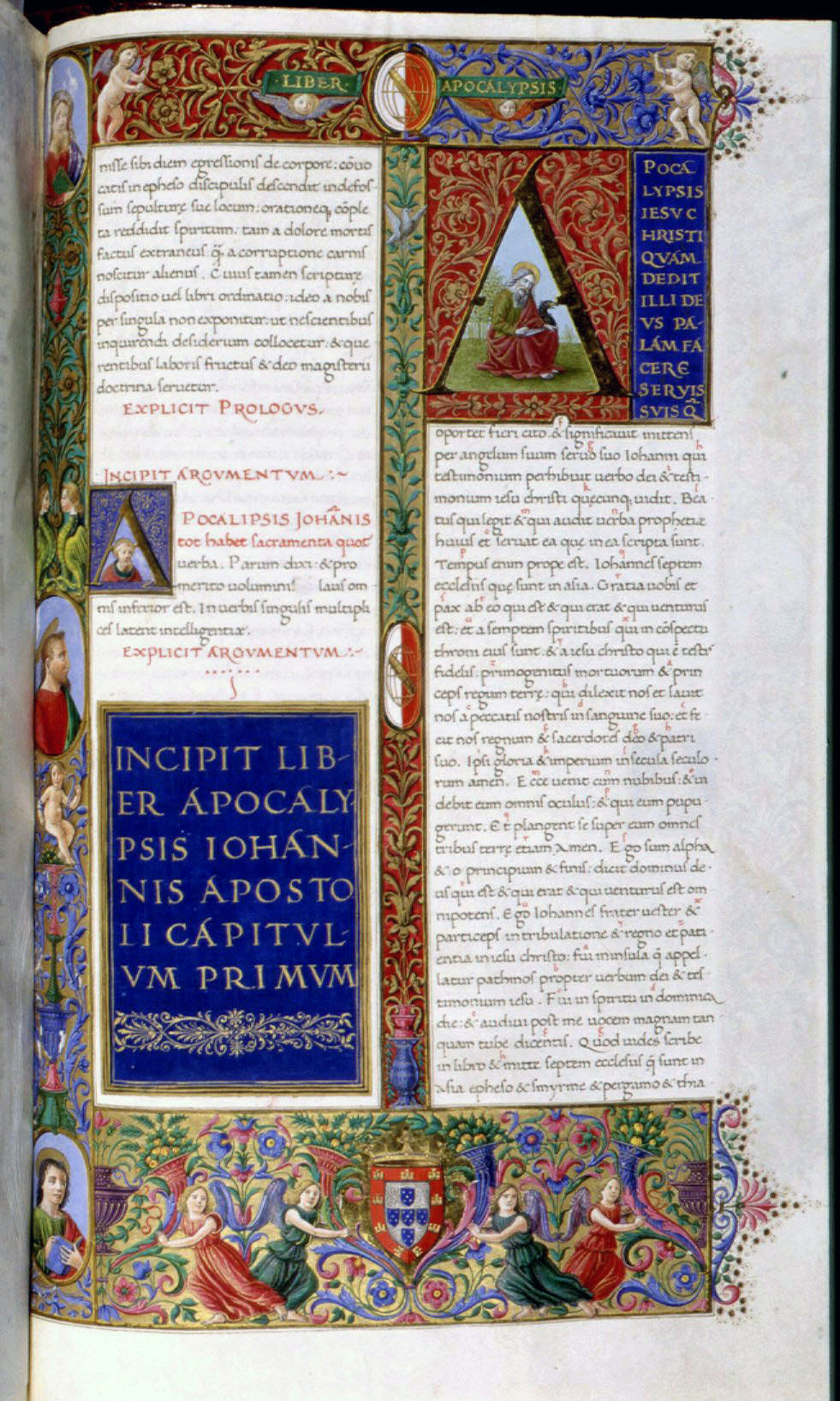
Début de l'Apocalypse dans le volume 7

Les autres décorations secondaires sont de qualité nettement moindre, œuvres d'assistants anonymes d'Attavante. Il s'agit de lettrines historiées au début de chaque livre de la bible, de lettrines ornées en début de chapitres et des colonnes ornées pour séparer les colonnes de texte.